# سویلنت
سویلنت (انگلیسی: Soylent) یک نوشیدنی مغذی است که هدف از آن پوشش دادن تمام‌ نیازهای تغذیه‌ای انسانی برای یک شخص بالغ است به طوری که تنها غذا یا غذای اصلی او باشد. راب راینهارت، مهندس نرم‌افزار خالق سویلنت، با تحقیق در خصوص ملزومات تغدیه‌ای در منابع آنلاین و کتب درسی و ژورنال‌های علمی با خودآموزی و خودآزمایی فرمول آن را به دست آورد.
نسخهٔ تجاریی از سویلنت از طریق سرمایه‌گذاری اجتماعی در سایت تیلت بودجه تأمین کرده و بیش از $۳٬۵۰۰٬۰۰۰ بودجه جذب کرده است. ارسال نخستین سفارش‌ها از مه ۲۰۱۴ در آمریکا آغاز شد.